# Story of My Life (chanson de One Direction)
Pour les articles homonymes, voir The Story of My Life.
 (novembre 2013).
Si vous disposez d'ouvrages ou d'articles de référence ou si vous connaissez des sites web de qualité traitant du thème abordé ici, merci de compléter l'article en donnant les références utiles à sa vérifiabilité et en les liant à la section « Notes et références ».
Singles de One Direction
Best Song Ever
(2013) Midnight Memories
(2014)
Story of My Life est un des titres du boys band anglo-irlandais One Direction, sorti le 3 novembre 2013. Il est extrait de leur album Midnight Memories (sorti le 25 novembre 2013).

## Classement et certifications
Le clip de Story of my life est composé de plusieurs photos des cinq garçons du groupe (Harry Styles, Liam Payne, Zayn Malik, Niall Horan et Louis Tomlinson). On peut les voir développer différentes photos de leur enfance, et ils ont reproduit certaines d'entre elles, pour marquer la différence entre alors et maintenant. On peut voir la sœur de Zayn, le frère de Niall, la famille de Liam, la mère de Harry et les grands-parents décédés de Louis.
- Zayn Malik a choisi une photo de lui et sa sœur Waliyha lorsqu'il avait 7 ans.
- Niall Horan apparaît jouant du violon à l'âge de 4 ans, avec son frère Greg, qui a alors 10 ans, à la guitare.
- Liam Payne a décidé de rejouer une photo de famille. On y voit le chanteur à 10 ans, sa mère, son père et ses deux sœurs aînées.
- Harry Styles joue l'enfant de 4 ans assis sur le divan avec sa mère. Il est en peignoir et mange ce qui semble être des saucisses.
- Louis Tomlinson a reproduit une photographie de lui lorsqu'il avait 8 ans et ses grands-parents. Malheureusement, deux d'entre eux sont aujourd'hui décédés, alors la version 2013 de la photo ne comporte que les deux toujours vivants. Il y a des carottes devant lui, en guise de clin d’œil à sa célèbre phrase : « I like girls who eat carrots! »

La chanson est sortie le 25 octobre et le clip vidéo est sorti le 3 novembre 2013. Il dure 4 minutes et 6 secondes.